# Orthotrichia shimigaya
Orthotrichia shimigaya är en nattsländeart som beskrevs av Harris och Davenport 1999. Orthotrichia shimigaya ingår i släktet Orthotrichia, och familjen smånattsländor. Inga underarter finns listade.